# Synagoge (Genthin)

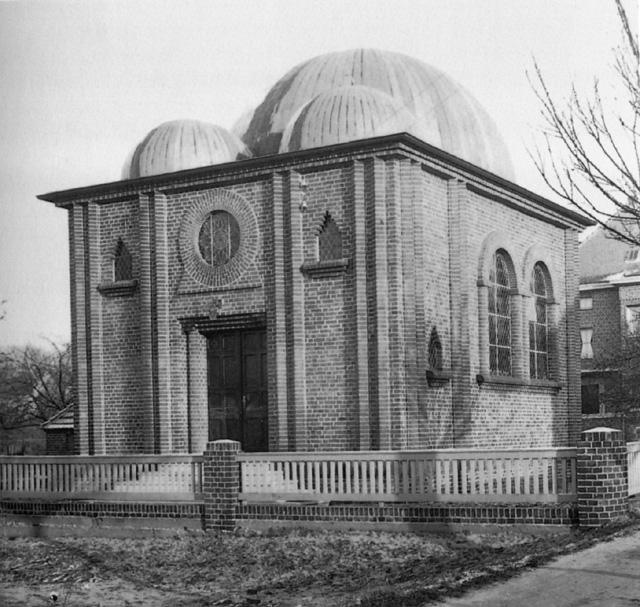
Synagoge in Genthin (um 1928)

Die Synagoge in Genthin im Landkreis Jerichower Land in Sachsen-Anhalt wurde 1928 auf Initiative von Hugo Magnus als Ersatzbau für die Synagoge in der Brandenburger Straße 34 errichtet, die 1925 abgerissen wurde. Am 6. Oktober 1928 wurde die neue Synagoge eingeweiht. Das Synagogengebäude wurde 1936 verkauft und 1937 zu einem Wohnhaus umgebaut.
Der kubische Klinkerbau wurde nach Plänen des Architekten Walter Pomplun errichtet und ist ein geschütztes Kulturdenkmal. Die profanierte Synagoge steht in der Dattelner Straße 19. Zur Zeit des Neubaus hieß diese Straße noch "Schenkestraße".